# Sonate di Händel per solista

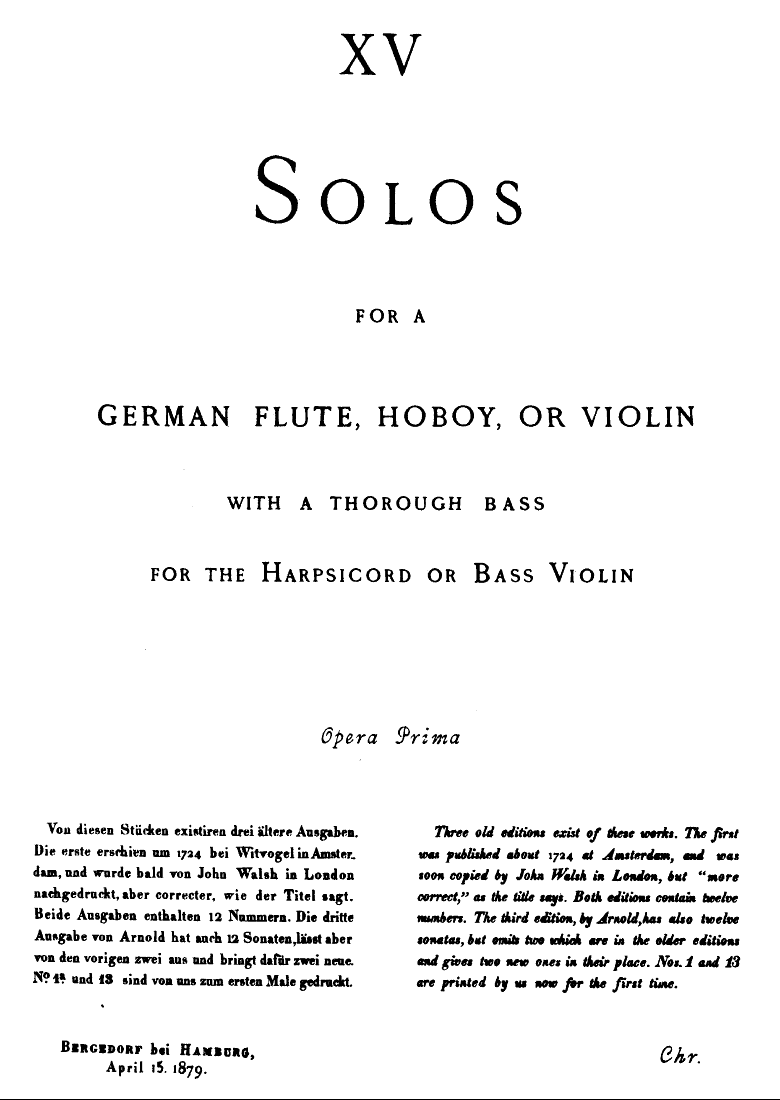
Forward.

XV Assoli per un Flauto Tedesco, Oboe, o Violino con Basso Continuo per Clavicembalo o Violino Basso furono pubblicati da Friedrich Chrysander nel 1879. Il volume di 72 pagine contiene sonate per vari strumenti, composto da Georg Friedrich Händel. Le parole sulla copertina della pubblicazione sono: Sonate da Camera di G.F.Handel. La pubblicazione include tutte le sonate come pubblicate da Walsh nel 1732; e quelle sonate, così come quelle extra incluse da Chrysander, includono il corpo del lavoro che è conosciuto come "Opus 1" di Händel.
Oltre alle 15 sonate indicate dal titolo della pubblicazione, Chrysander ha aggiunto gli spartiti di quattro sonate aggiuntive, arrivando a diciannove in tutto. Le prime sedici sonate (Ia, Ib e i numeri da II a XV) sono state incluse come parte del volume HG 27. La sonata VI e le ultime quattro sonate sono state incluse come parte del volume HG 48 (pp. 112–139).
Lo strumento musicale menzionato all'inizio di ogni sonata non sempre corrisponde allo strumento per cui il lavoro è stato originariamente scritto da Händel, tuttavia Chrysander era consapevole che la vendita della pubblicazione sarebbe stata rafforzata con l'inserimento di una grande varietà di strumenti.
Ogni sonata fa vedere la melodia e le linee dei bassi, con l'aspettativa che un tastierista competente fornisca le parti interne omesse, in base alle marcature del basso figurato.
Nonostante il titolo, ci sono cinque strumenti menzionati nel lavoro: il flauto traverso, il flauto dolce, l'oboe, il violino e la viola da gamba.

## Sommario

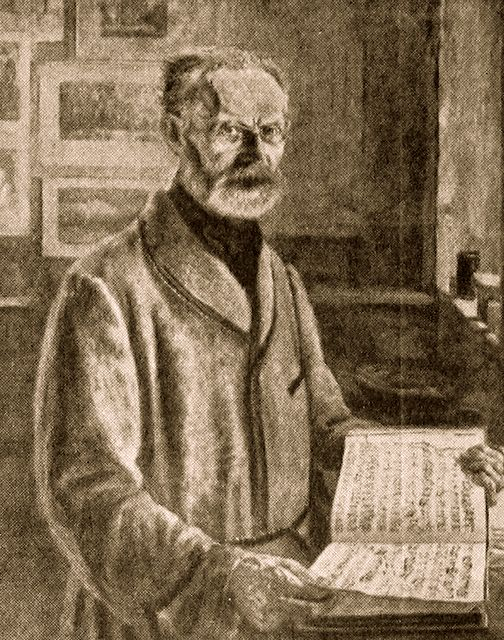
Friedrich Chrysander

La seguente tabella elenca ciascuna sonata inclusa da Chrysander nella sua pubblicazione del 1879, così come le informazioni sullo strumento, la chiave, e la sonata originale di Händel.
| Titolo Sonata | Pagina | Strumento       | Segnatura chiave | Sonata di Händel |
| ------------- | ------ | --------------- | ---------------- | --- |
| Sonata Ia     | 2      | Flauto          | Mi minore        | Sonata per Flauto in Mi minore (HWV 379). (Questa versione non era presente nella pubblicazione Walsh.) |
| Sonata Ib     | 6      | Flauto traverso | Mi minore        | Sonata per flauto in Mi minore (HWV 359b). |
| Sonata II     | 9      | Flauto dolce    | Sol minore       | Sonata per Flauto dolce in Sol minore (HWV 360). |
| Sonata III    | 12     | Violino         | La maggiore      | Sonata per violino in La maggiore (HWV 361). |
| Sonata IV     | 15     | Flauto dolce    | La minore        | Sonata per Flauto dolce in La minore (HWV 362). |
| Sonata V      | 19     | Flauto          | Sol maggiore     | Sonata per Flauto in Sol maggiore (HWV 363b). |
| Sonata VI     | 22     | Oboe            | Sol minore       | Sonata per violino in Sol minore (HWV 364a). |
| Sonata VII    | 25     | Flauto dolce    | Do maggiore      | Sonata per Flauto dolce in Do maggiore (HWV 365). |
| Sonata VIII   | 29     | Oboe            | Do minore        | Sonata per Oboe in Do minore (HWV 366). |
| Sonata IX     | 32     | Flauto          | Si minore        | Sonata per Flauto in Si minore (HWV 367b). Chrysander pubblicò quello che oggi è considerato l'Opus 1 n. 9b di Handel. (l'Opus 1 n. 9 bis di Handel è la Sonata per Flauto dolce in re minore (HWV 367A) |
| Sonata X      | 37     | Violino         | Sol minore       | Sonata per violino in Sol minore (HWV 368). Probabilmente spuria. |
| Sonata XI     | 40     | Flauto dolce    | Fa maggiore      | Sonata per Flauto dolce in Fa maggiore (HWV 369). |
| Sonata XII    | 42     | Violino         | Fa maggiore      | Sonata per violino in Fa maggiore (HWV 370). Probabilmente spuria. |
| Sonata XIII   | 47     | Violino         | Re maggiore      | Sonata per violino in Re maggiore (HWV 371). Non pubblicata da Walsh—la designazione di Opus 1 n. 13 è di Chrysander. |
| Sonata XIV    | 51     | Violino         | La maggiore      | Sonata per violino in La maggiore (HWV 372). Pubblicata da Walsh ca. 1730 (pseudo-Roger) come op. 1, n. 10—la designazione di Opus 1 n. 14 è di Chrysander. Probabilmente spuria. |
| Sonata XV     | 54     | Violino         | Mi maggiore      | Sonata per violino in Mi maggiore (HWV 373). Pubblicata da Walsh ca. 1730 (pseudo-Roger) come op. 1, n. 12—la designazione di Opus 1 n. 15 è di Chrysander. Probabilmente spuria. |
| Sonata XVI    | 57     | Flauto          | La minore        | Flauto sonata in La minore (HWV 374). In questa pubblicazione il lavoro è sottotitolato "(v. Sonata I — XV: vol. 27, pag. 1-56)". Di dubbia autenticità. Anche conosciuta come "Sonata Halle n. 1". N. 1 di Sei Assoli, per un Flauto tedesco … Composti da Mr Handel, Sigr Geminiani, Sigr Somis, Sigr Brivio (Londra, 1730). |
| Sonata XVII   | 61     | Flauto          | Mi minore        | Flauto sonata in Mi minore (HWV 375). Dubbia autenticità. Anche conosciuta come "Sonata Halle No. 2". No. 2 di Sei assoli, quattro per un flauto tedesco … Composto da Mr Handel, Sigr Geminiani, Sigr Somis, Sigr Brivio (London, 1730). Movimenti 1–2 da HWV 366; movimento 4 = minuetto per tastiera in Sol minore.         |
| Sonata XVIII  | 64     | Flauto          | Si minore        | Flauto sonata in Si minore (HWV 376). Doubtful authenticity. Also known as "Halle sonata No. 3". No. 3 of Six Solos, Four for a German Flauto … Compos’d by Mr Handel, Sigr Geminiani, Sigr Somis, Sigr Brivio (London, 1730).                                                                                                 |
| Sonata        | 67     | Viola da Gamba  | Do maggiore      | No HWV number (spurious—possibly by J.M. Leffloth). For an unknown reason, Chrysander omitted the "XIX" from the title of the sonata. The bass is not figured. The work was also published in HG xlviii,112. |